# Kükü (Şahbuz)
Kükü ist ein Dorf im Bezirk Shahbuz der Autonomen Republik Nachitschewan in Aserbaidschan.

## Lage
Es liegt am südwestlichen Hang der Daralayaz-Kette. Das Dorf ist nach dem gleichnamigen Fluss benannt, der durch das Gebiet fließt.

## Bevölkerung
Die Einwohnerzahl beträgt 1517.